# 日本現代詩歌文学館
日本現代詩歌文学館（にほんげんだいしいかぶんがくかん）は、岩手県北上市にある日本で唯一の詩歌専門の文学館。事業主体は北上市。管理・運営は日本現代詩歌文学館運営協会。
明治以降の日本の詩・短歌・俳句・川柳の書籍（作品集、評論集、研究書など）や雑誌など、詩歌に関連するものを、作者の有名・無名を問わずに収集、保存し、閲覧に供しているほか、テーマを設けた年間展示や井上靖の記念室、俳人山口青邨の移築した居宅を見ることが出来る。また、1986年より詩歌文学館賞を設立。以降毎年、詩･短歌･俳句3分野それぞれに表彰を行なっている。
初代名誉館長は井上靖（小説家）。初代館長は太田俊穂（郷土史家）、二代目扇畑忠雄（歌人）、三代目は篠弘（歌人）、現館長は高野ムツオ（俳人）。

## 分館
次の分館が設置されている。
- 日本現代詩歌研究センター　北上市本石町二丁目5-60
- 山口青邨宅・雑草園　北上市本石町二丁目5-60

## 沿革
- 1988年 建設工事起工
- 1990年 開館
- 1993年 俳人の山口青邨宅を隣接地に移築、復元
- 2002年 別館の書庫「日本現代詩歌研究センター」及び本館「井上靖記念室」開設

## 詩歌文学館賞
前年1年間の詩・短歌・俳句の作品集から最も優れたものを表彰する賞で、名誉館長井上靖の提唱によって1986年に創設された。選考結果は集英社の文芸誌「すばる」6月号に掲載され、5月下旬に詩歌文学館にて贈賞式が行われる。
「詩歌文学館賞」　受賞者・受賞作一覧
| 回     | 年                 | 詩                                                                       | 短歌                         | 俳句                         |
| ------ | ------------------ | ------------------------------------------------------------------------ | ---------------------------- | ---------------------------- |
| 第40回 | 2025年（令和7年）  | 中尾太一『フロム・ティンバーランド』                                     | 中根誠『鳥の声』             | 中村和弘『荊棘』             |
| 第39回 | 2024年（令和6年）  | 松岡政則『ぢべたくちべた』                                               | 三井ゆき『水平線』           | 正木ゆう子『玉響』           |
| 第38回 | 2023年（令和5年）  | 齋藤恵美子『雪塚』                                                       | 小池光『サーベルと燕』       | 星野高士『渾沌』             |
| 第37回 | 2022年（令和4年）  | 田中庸介『ぴんくの砂袋』                                                 | 志垣澄幸『鳥語降る』         | 遠山陽子『遠山陽子俳句集成』 |
| 第36回 | 2021年（令和3年）  | 森本孝徳『暮しの降霊』                                                   | 俵万智『未来のサイズ』       | 宮坂静生『草魂』             |
| 第35回 | 2020年（令和2年）  | 藤原安紀子『どうぶつの修復』                                             | 花山多佳子『鳥影』           | 鍵和田秞子『火は禱り』       |
| 第34回 | 2019年（平成31年） | 和田まさ子『軸足をずらす』                                               | 小島ゆかり『六六魚』         | 三村純也『一』               |
| 第33回 | 2018年（平成30年） | 若松英輔『見えない涙』                                                   | 伊藤一彦『遠音よし遠見よし』 | 岩淵喜代子『穀象』           |
| 第32回 | 2017年（平成29年） | 来住野恵子『ようこそ』                                                   | 波汐國芳『警鐘』             | 後藤比奈夫『白寿』           |
| 第31回 | 2016年（平成28年） | 鈴木東海子『桜まいり』                                                   | 尾崎左永子『薔薇断章』       | 茨木和生『真鳥』             |
| 第30回 | 2015年（平成27年） | 八木忠栄『雪、おんおん』                                                 | 来嶋靖生『硯』               | 大牧広『正眼』               |
| 第29回 | 2014年（平成26年） | 北川朱実『ラムネの瓶、錆びた炭酸ガスのばくはつ』                         | 玉井清弘『屋嶋』             | 柿本多映『仮生』             |
| 第28回 | 2013年（平成25年） | 中上哲夫『ジャズ・エイジ』                                               | 雨宮雅子『水の花』           | 有馬朗人『流轉』             |
| 第27回 | 2012年（平成24年） | 須藤洋平『あなたが最期の最期まで生きようと、むき出しで立ち向かったから』 | 佐藤通雅『強霜』             | 宇多喜代子『記憶』           |
| 第26回 | 2011年（平成23年） | 須永紀子『空の庭、時の径』                                               | 柏崎驍二『百たびの雪』       | 大峯あきら『群生海』         |
| 第25回 | 2010年（平成22年） | 有田忠郎『光は灰のように』                                               | 田井安曇『千年紀地上』       | 星野麥丘人『小椿居』         |
| 第24回 | 2009年（平成21年） | 長田弘『幸いなるかな本を読む人』                                         | 橋本喜典『悲母像』           | 友岡子郷『友岡子郷俳句集成』 |
| 第23回 | 2008年（平成20年） | 谷川俊太郎『私』                                                         | 清水房雄『已哉微吟』         | 鷹羽狩行『十五峯』           |
| 第22回 | 2007年（平成19年） | 池井昌樹『童子』                                                         | 岡野弘彦『バグダッド燃ゆ』   | 小原啄葉『平心』             |
| 第21回 | 2006年（平成18年） | 入沢康夫『アルボラーダ』                                                 | 稲葉京子『椿の館』           | 深見けん二『日月』           |
| 第20回 | 2005年（平成17年） | 飯島耕一『アメリカ』                                                     | 宮英子『西域更紗』           | 林翔『光年』                 |
| 第19回 | 2004年（平成16年） | 安藤元雄『わがノルマンディー』                                           | 山埜井喜美枝『はらりさん』   | 森田峠『葛の崖』             |
| 第18回 | 2003年（平成15年） | 財部鳥子『モノクロ・クロノス』                                           | 岡部桂一郎『一点鐘』         | 松崎鉄之介『長江』           |
| 第17回 | 2002年（平成14年） | 伊藤信吉『老世紀界隈で』                                                 | 竹山広『竹山広〔全歌集〕』   | 清水径子『雨の樹』           |
| 第16回 | 2001年（平成13年） | 安水稔和『椿崎や見なんとて』                                             | 高野公彦『水苑』             | 成田千空『忘年』             |
| 第15回 | 2000年（平成12年） | 粕谷栄市『化体』                                                         | 篠弘『凱旋門』               | 藤田湘子『神楽』             |
| 第14回 | 1999年（平成11年） | 三井葉子『草のような文字』                                               | 岡井隆『ウランと白鳥』       | 草間時彦『盆点前』           |
| 第13回 | 1998年（平成10年） | 新川和江『けさの陽に』                                                   | 築地正子『みどりなりけり』   | 川崎展宏『秋』               |
| 第12回 | 1997年（平成9年）  | 田中清光『岸辺にて』                                                     | 武川忠一『翔影』             | 安東次男『流』               |
| 第11回 | 1996年（平成8年）  | 高橋睦郎『姉の島』                                                       | 島田修二『草木國土』         | 金子兜太『両神』             |
| 第10回 | 1995年（平成7年）  | 宗左近『藤の花』                                                         | 窪田章一郎『定型の土俵』     | 沢木欣一『眼前』             |
| 第9回  | 1994年（平成6年）  | 辻征夫『河口眺望』                                                       | 斎藤史『秋天瑠璃』           | 中村苑子『吟遊』             |
| 第8回  | 1993年（平成5年）  | 大岡信『地上楽園の午後』                                                 | 安永蕗子『青湖』             | 能村登四郎『長嘯』           |
| 第7回  | 1992年（平成4年）  | 清岡卓行『パリの五月に』                                                 | 大西民子『風の曼陀羅』       | 阿波野青畝『西湖』           |
| 第6回  | 1991年（平成3年）  | 吉増剛造『螺旋歌』                                                       | 該当作なし                   | 永田耕衣『泥ん』             |
| 第5回  | 1990年（平成2年）  | 吉野弘『自然渋滞』                                                       | 佐佐木幸綱『金色の獅子』     | 佐藤鬼房『半跏坐』           |
| 第4回  | 1989年（平成元年） | 吉岡実（受賞辞退）                                                       | 馬場あき子『月華の節』       | 村越化石『筒鳥』             |
| 第3回  | 1988年（昭和63年） | 鈴木ユリイカ『海のヴァイオリンがきこえる』                               | 前登志夫『樹下集』           | 橋閒石『橋閒石俳句選集』     |
| 第2回  | 1987年（昭和62年） | 最匠展子『微笑する月』                                                   | 塚本邦雄『詩歌變』           | 加藤楸邨『怒濤』             |
| 第1回  | 1986年（昭和61年） | 清水哲男『東京』                                                         | 近藤芳美『祈念に』           | 平畑静塔『矢素』             |

## 所在地・開館時間等
- 所在地：岩手県北上市本石町2-5-60
- 開館時間：9:00〜17:00
- 休館日：毎週月曜日（4月から11月は展示室、井上靖記念室、山口青邨宅を公開）、年末年始